# خبز

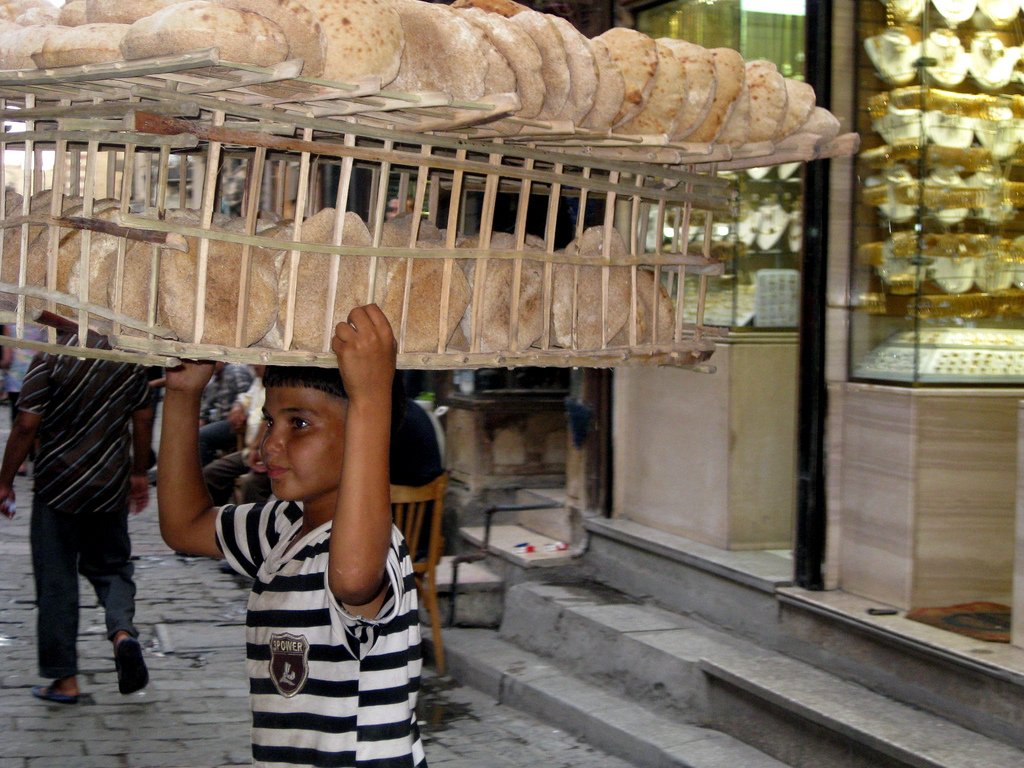
« عيش بلدي » مصري ويسمى أيضا خبز ماوي.

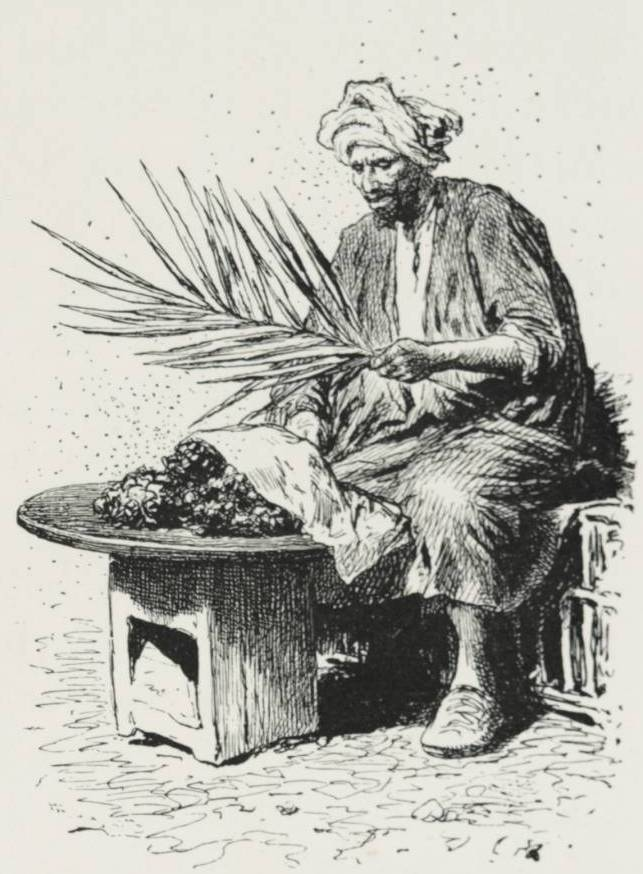
صانع خبز التمر في مصر 1878م.

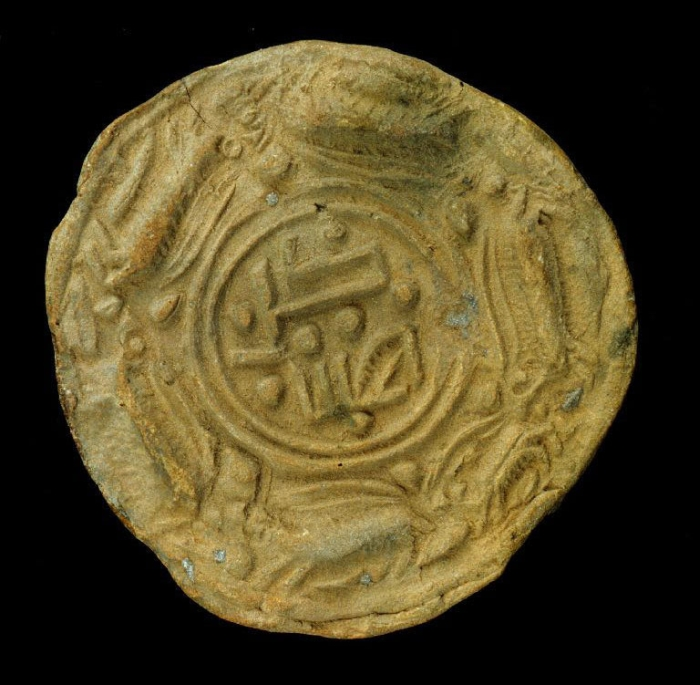
ختم أثري كان يُختم به الخبز مكتوب عليه «كل هنيئا» بالخط الكوفي.

أنواع من الخبز الغربي

الخُبْز هو الغذاء الرئيسي في الشرق الأوسط وأوروبا والهند وشمال أفريقيا. الخبز دائما يتكون من طحين (القمح أو الذرة أو الشعير) والماء، والملح والخميرة غالباً. وقد يحتوي الخبز أيضا على بعض السكر والفواكه والتوابل (مثل الزبيب واليقطين والموز)، والخضروات (مثل البصل)، والمكسرات. هناك طرق كثيرة لإعداد الخبز تختلف من مجتمع إلى آخر. في أجزاء كثيرة من العالم يصنع الناس الخبز بالطريقة اليدوية تمامًا كما كان يصنع الخبازون القدامى، أما في الدول الصناعية، فإن معظم عمليات صنع الخبز في المخابز التجارية تتم بوساطة الآلات، والخبز طعام لذيذ وشهي وله أنواع وأشكال ونكهات مختلفة.
الخبز غذاء هيدروكربوني مهمّ وهو غذاء ممتاز إذا كان محضرا من القمح الجيد وإذا كان مخبوزا بطرق صحية سليمة. وللخبز قيمة غذائية مهمّة فكل مئة جرام منه تعطي 279 كالوري. والخبز الجاف الخفيف أفضل أنواع الخبز من حيث قابلية الهضم،وعند استخراج النخالة من الدقيق يفقد رغيف الخبز الفيتامينات الموجودة في قشرة حبة القمح، الخبز الأسمر الذي لم تُستخرَج النخالة منه أكثر فائدة من الخبز الأبيض الذي اُستخرجت النخالة منه .

## التاريخ
كان إنسان ماقبل التاريخ يصنع الخبز المفرود بخـلط الجريـش بالماء. ثم يقوم بخـبز العـجين الناتج فوق حجارة يتم تسخينها من قبل.
عثر باحثون على بقايا أقدم رغيف خبز في العالم في الأردن ، تبين أنه الأقدم في العالم على الإطلاق حيث تم إعداده قبل أكثر من 14 ألف عام ، أي قبل ما يزيد عن أربعة آلاف عام من اكتشاف الزراعة. ويشكل هذا «الحدث الاستثنائي» دافعا للعلماء إلى البحث عن علاقة ارتباط بين إنتاج الخبز ونشأة الزراعة.
يعتقد المؤرخون بأن قدماء المصريين تعلموا صنع خميرة الخبز في نحو عام 2600 ق.م. أما قدماء الإغريق، فتعلموا عمل الخبز من المصريين وقاموا، بدورهم، في وقت لاحق، بنقل ذلك إلى الرومان. وبحلول القرن الثاني الميلادي، كان الرومان قد نقلوا طريقة عمل الخبز إلى معظم أنحاء أوروبا.

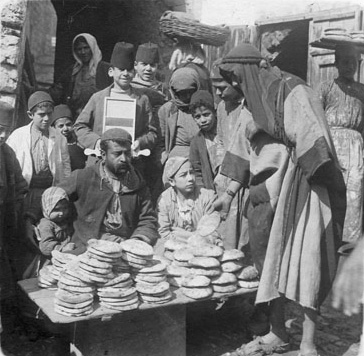
بائع خبز في دمشق، 1910

وظل معظم الناس، ولمئات السنين، يتناولون الخبز المُعد من الدقيق الكامل أو الأسمر أو أنواعًا أخرى من خبز الحبوب الكامل. وكان سعر دقيق القمح الأبيض الكامل مرتفعًا بشكل كبير، حيث كان طحنه يستغرق ساعات طويلة من العمل اليدوي. وخلال نهاية القرن التاسع عشر، طوّر أصحاب المطاحن آلات لطحن الدقيق الأبيض بثمن زهيد. وبحلول القرن العشرين، أصبح الخبز الأبيض غذاءً شائعًا.

## القيمة الغذائية
يحتوي الخبز على مواد كربوهيدراتية تمد الإنسان بطاقة حرارية، والعناصر الغذائية المرافقة لتلك المواد تزود الإنسان ببعض احتياجاته من المتطلبات الغذائية الأخرى.
يبلغ متوسط المحتوى البروتيني فيه من 7% إلى 15% كما يحتوي على نسبة مرتفعة من السكريات وحوالي 1% دهون . ودقيق الحبوب عموماً يحتوي على البوتاسيوم والماغنيسيوم والفسفور والحديد والكالسيوم كما يحتوي أيضا على بعض الفيتامينات مثل (ب) المركب و(ج) و(د).
ويوجد الجزء الأعظم من الحديد والفسفور ومركب فيتامين (ب) في قشور الحبوب التي يذهب معظمها عند الطحن الجيد للحبوب، ولذلك يؤكد خبراء التغذية أن القيمة الغذائية للخبز الأسمر تفوق سائر أنواع الخبز الأخرى
وذلك لاحتوائه على الردة الغنية بمحتواها البروتيني ونسبة كبيرة من الألياف الغذائية وهي ضرورية في غذاء الإنسان ونقصها يؤدي إلى أخطار الإصابة بالإمساك والبواسير واضطرابات الأمعاء وزيادة نسبة الكولسترول
الضار في الدم وفي جدران الشرايين الدموية. وتوجد تقارير علمية حديثة تفيد عن حصول انخفاض مهم في كولسترول الدم لدى الأفراد الذين يتناولون الخبز العالي الألياف الغذائية، خصوصاً الأنواع المحتوية على
نخالات الشعير والشوفان. كما تساعد الألياف الغذائية على تخفيف بعض أمراض القناة الهضمية مثل السكري. وتوصي المنظمات العالمية بزيادة معدل استهلاك الألياف الغذائية إلى مستوى 20 ـ 35 جم /يوم في غذاء الإنسان، ويلاحظ انخفاض نسبة بعض الأحماض الأمينية الأساسية مثل اللايسبن في بروتينات الخبز عن النسبة التي اعتمدتها منظمة الصحة العالمية إلا أنه يندر أن يؤكل الخبز وحده، فهو غالباً ما يؤكل مع الجبن أو اللحم أو أغذية أخرى غنية باللايسين.

## أنواع الخبز
تنقسم أنواع الخبز إلى ثلاثة أنواع رئيسية: 1- خبز الخميرة 2- الخُبز السريع 3- الخبز المفرود. ويكون خبز الخميرة منفوخًا بفعل الخميرة المضافة إليه. ويتطلب الخبز السريع وقتًا أقل في الإعداد قبل الخَبز عن خُبز الخميرة، وينتفخ باستعمال مسحوق الخبز أو أيّ نوع آخر من الروبات وهي مواد ترفع العجين (تُخمره). أما الخبز المفرود، فهو يحتوي على قليل من الخمائر أو يخلو منها تمامًا وتستغرق مدة خبزه المدة نفسها التي تستغرقها مدة خَبز الخُبز السريع تقريبًا.
كان معظم الخبز يتم خبزه في البيوت. وعلى الرغم من أن المخابز التجارية وُجدت منذ عدة قرون خلت، فإن استخدام الآلات لم يظهر إلا في العشرينيات من القرن العشرين. وفي بادئ الأمر، كانت التقنية تقتصر بشكل كبير على الدول الصناعية، ومنذ ذلك الوقت، أخذت في الانتشار تدريجيًا بين الدول النامية، مع أنه، وإلى وقتنا الحاضر، فإن كثيرًا من الدول النامية، وخاصة في إفريقيا، ما زال فيها الخبز يُعدَّ وبشكل واسع، في البيوت.

### خُبز الخميرة
هو أكثر أنواع الخبز انتشارًا في الدول الغربية. ويحتوي أكثر من نصف خبز الخميرة على أرغفة من الخبز المحفوظ والمصنوع من دقيق القمح الأبيض. كذلك يضم الخبز المحفوظ (وهو الذي يُخبَز في وعاء) أنواعًا من الخُبز الخاص، مثل الخُبز المُحلَّى بالزبيب وخبز القمح الكامل أو الأسمر. ويُخبَز خبز العجينة الذي يَشتمل الخبز الفرنسي ومعظم أنواع خبز الجَاودار على طاولة خَبْز مفلطحة أو على صحيفة خَبزٍ. وتشمل الأنواع المخبوزة من الخميرة المضافة إلى العجين أنواعًا كثيرة من الخبز الملفوف.

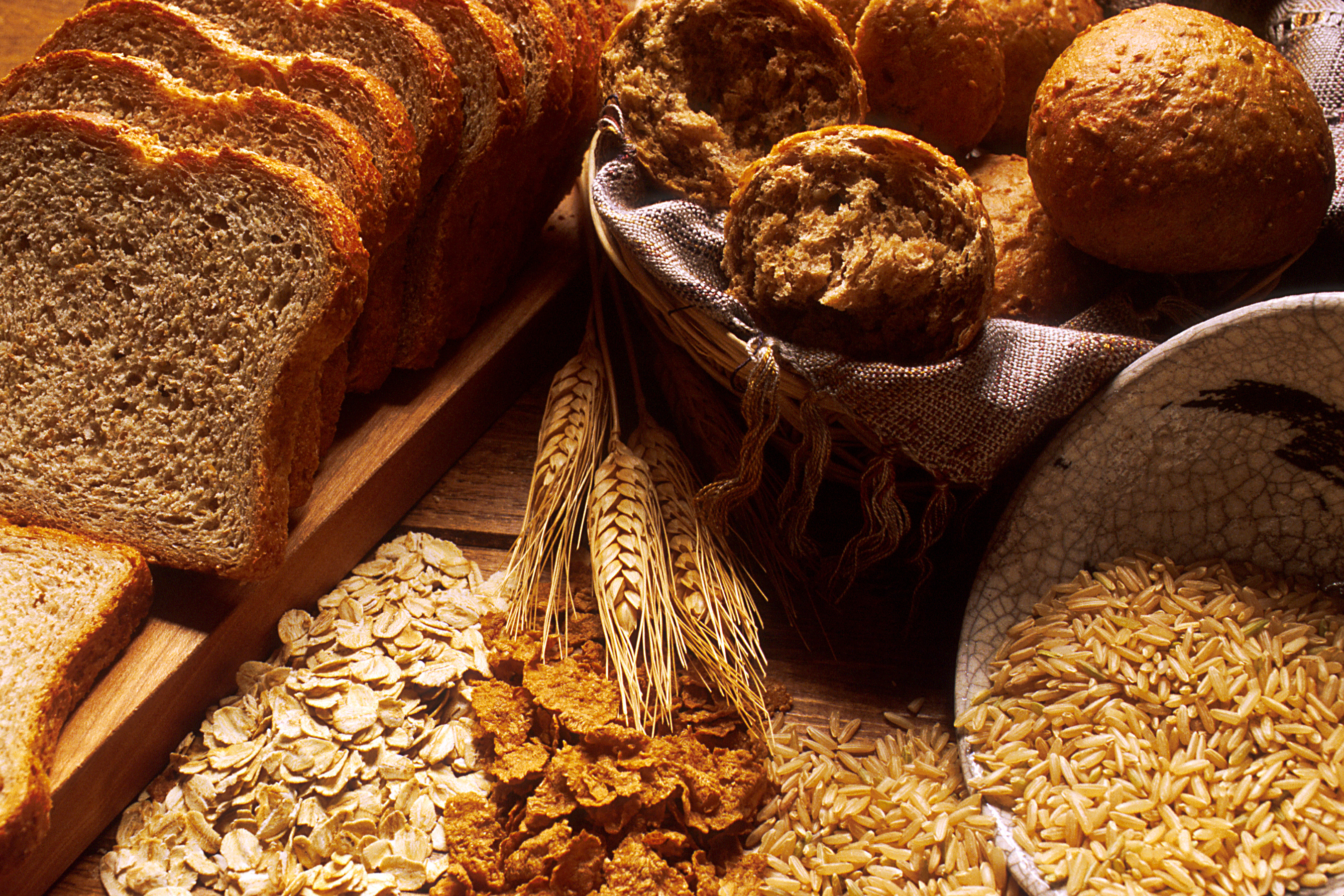
حبوب وبعض أنواع الخبز

### الخبز السريع
يُخبز معظم الخبز السريع في البيوت. وتضم هذه الأنواع المخبوزة خُبز الصودا وخبز الشاي المحتوي على النخالة ولفائف الخبز المُسَنَّن وأنواعًا متعددة من الفطائر الرقيقة المسطحة والمدوَّرة.

### الخبز المفرود
هو الغذاء الرئيسي في العديد من مناطق العالم. وتتناول شعوب أمريكا الوسطى أنواعًا متعددةً من الخبز المفرود المصنوع من الذرة الشامية أو من دقيق القمح المعروف باسم الترتية. وتصنع شعوب الشرق الأقصى أنواعًا متعددة من الخبز المفرود المخبوز من دقيق الأرز. أما شعب الهند، فيأكل خبزًا مفرودًا يطلق عليه اسم جاباتي يشتمل على القمح المطحون الخَشن. أما في الشرق العربي، فإن الخبز المفرود المعروف باسم الرغيف يصنع من القمح. وغالبًا ما يتم عمل الخبز المفرود باليد، حيث يُعجن العجين ويُرقق بضربات خفيفة باستخدام راحة اليد، ثم يُخبز في فرن مرتفع الحرارة. وقد يُخبز أيضًا فوق حجارة ساخنة ملساء بعد أن تُوضع فوق النار.

## الخبز العربي

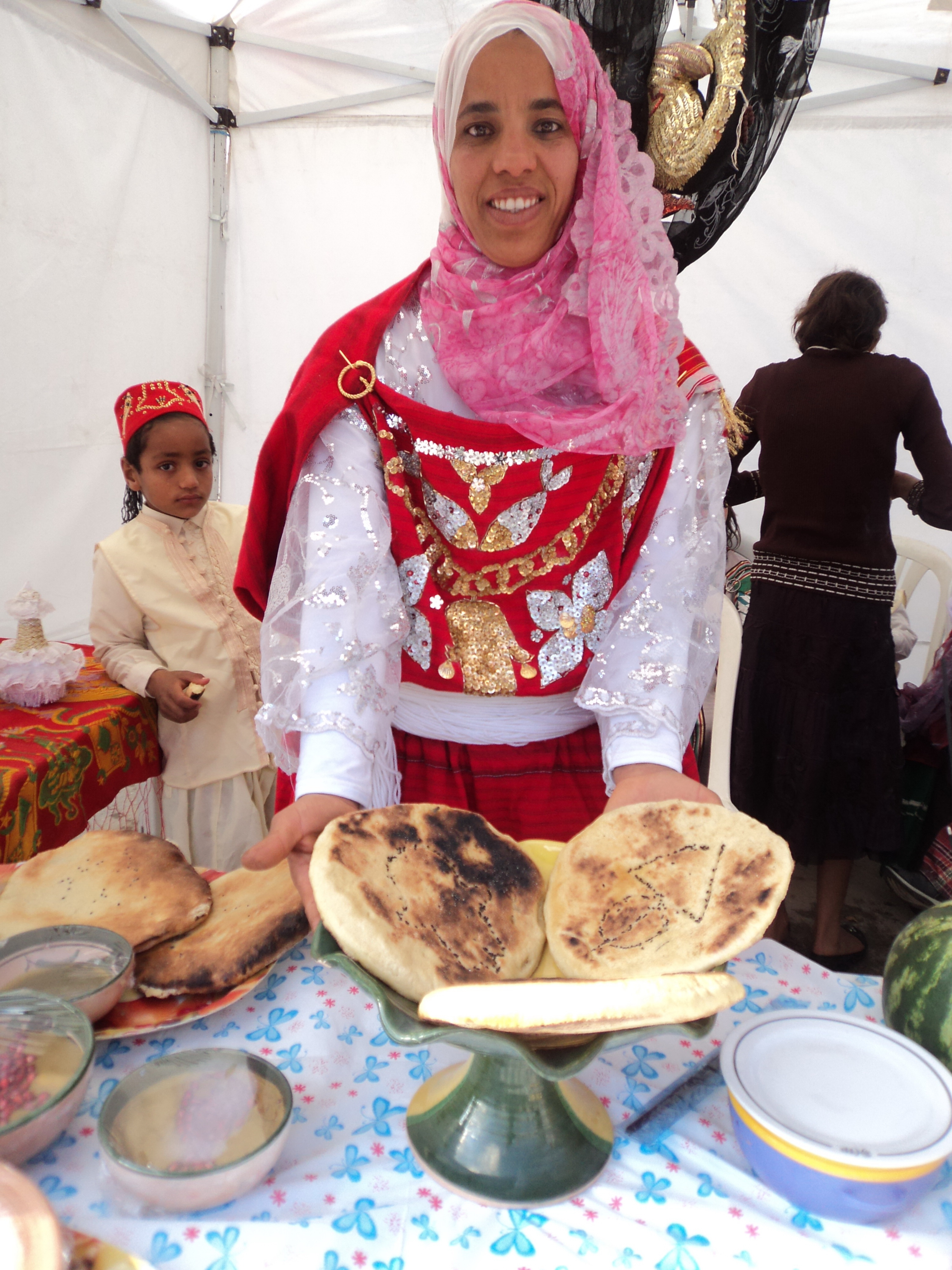
خبز تونسي تقليدي

هو الخبز الأكثر انتشاراً في الدول العربية. يحضّر من الطحين، الخميرة، زيت الزيتون، الزيت النباتي، الملح، السكر والماء.

## الخبز المصري
يقدّم الخبز البلدي المصري على شكل أرغفة صغيرة ويحضّر من الدقيق الأبيض، الدقيق الأسمر، نخالة القمح، زيت الزيتون، السكر، الخميرة والملح. يمكن إضافة حبة البركة على سطح الأرغفة قبل الخبز.

## الخبز الهندي
يسمى شباتي ويقدم على شكل أرغفة ويحضر من الدقيق الأسمر، زيت أو زبدة، ملح.

## معرض الصور

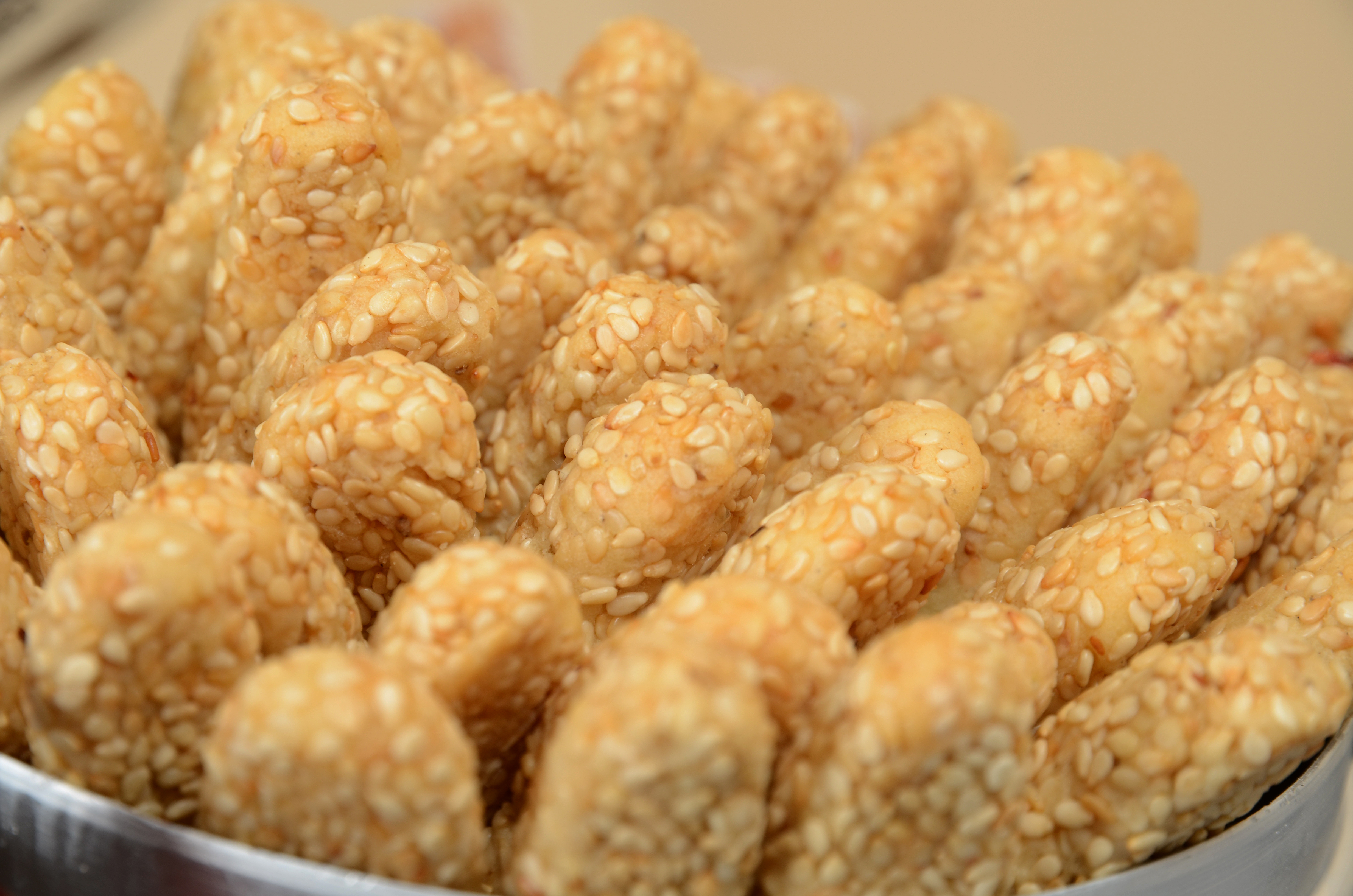
مجموعة من الخبز العربي الجاف مغطى بالسمسم
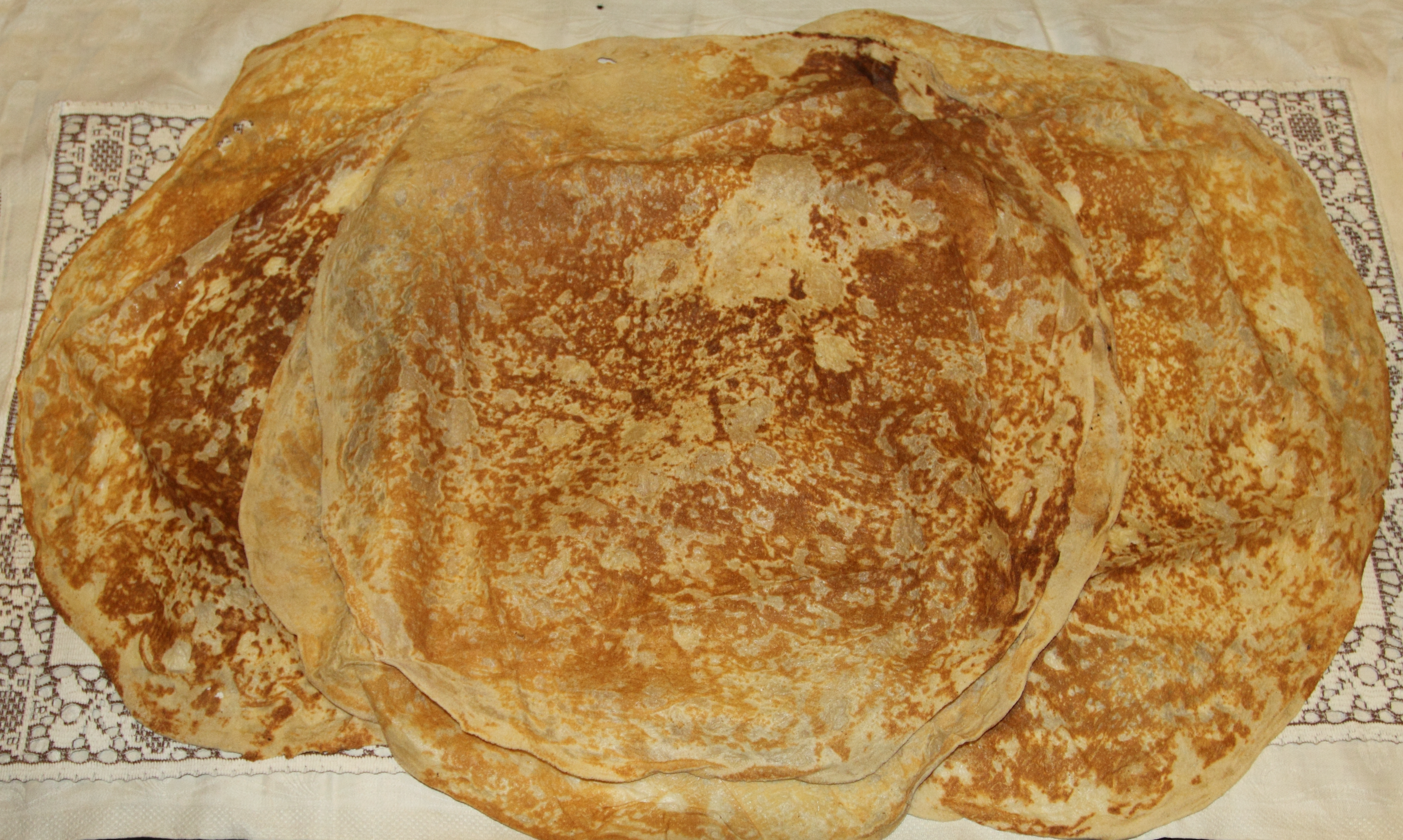
الخبز المرقوق المنتشر في سوريا ولبنان
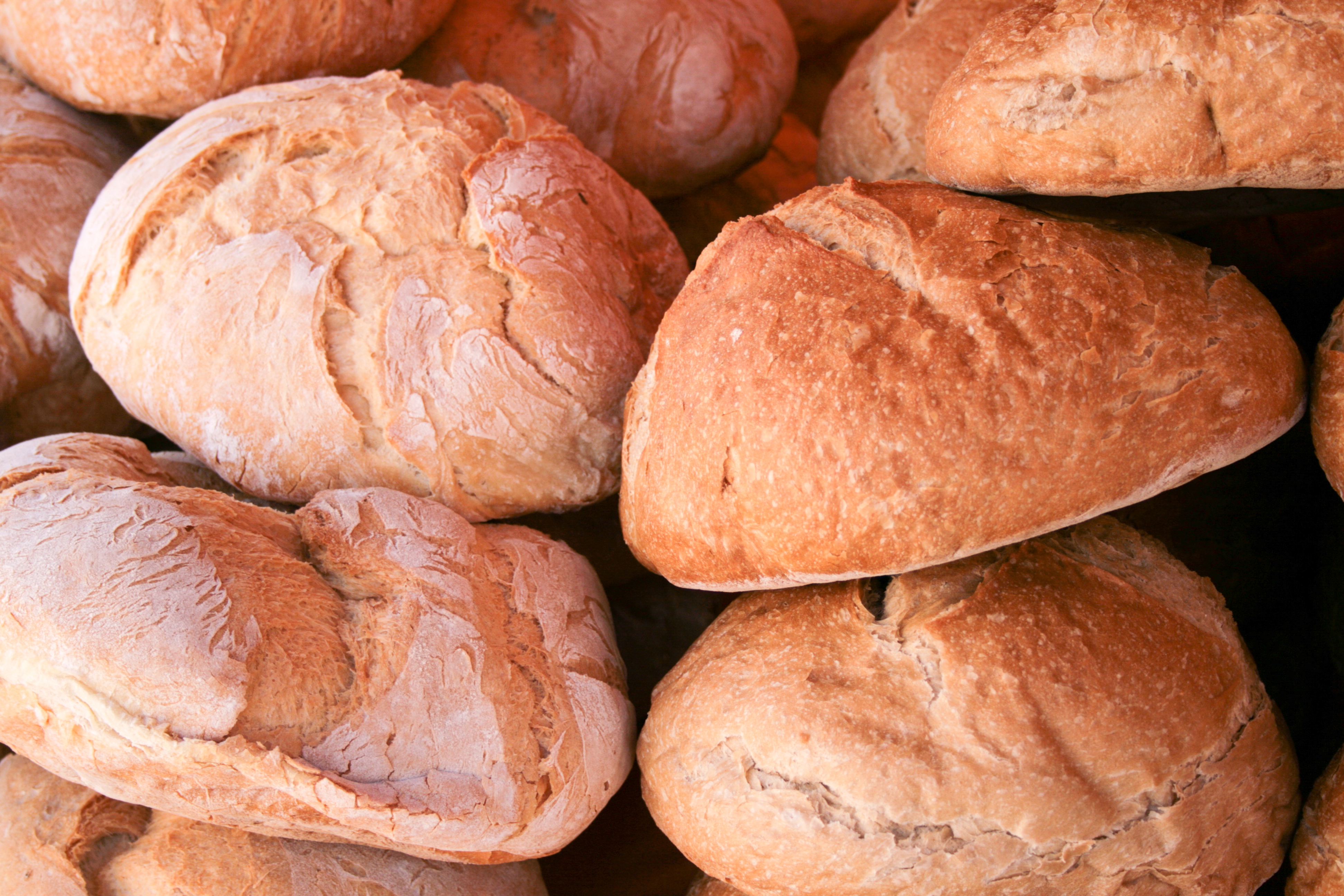
خبز استورياس
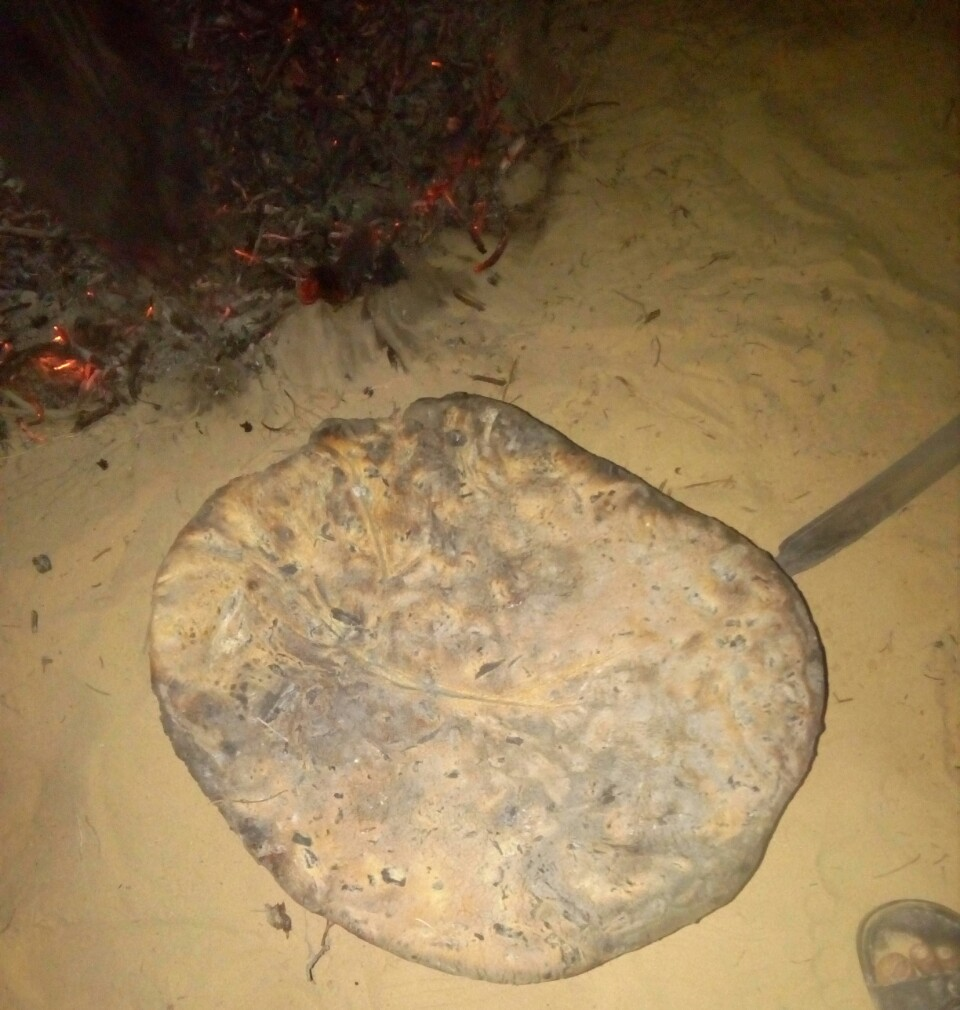
خبز الملّة الصحراوي يطهى تحت الجمر والتراب
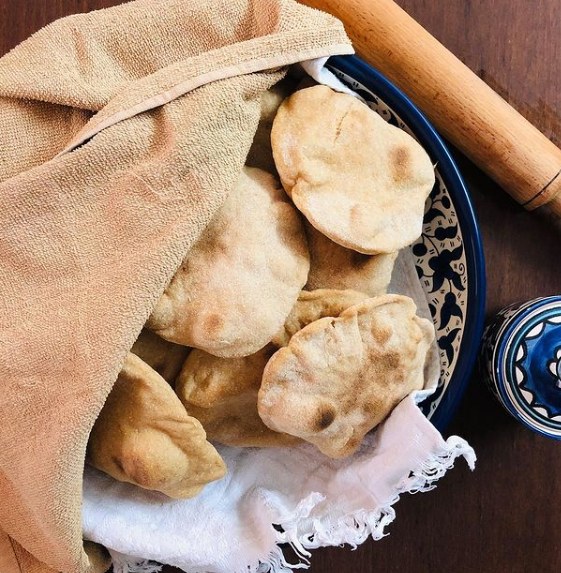
خبز أسمر
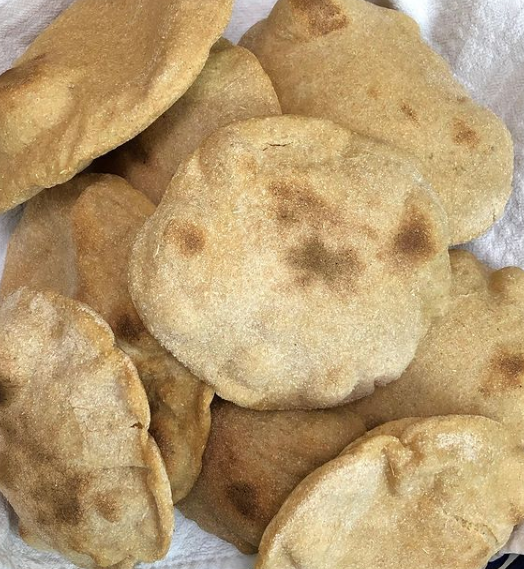

## الخبز في الوطن العربي
يمثل الخبز عنصرًا أساسيًا في المائدة العربية، وتختلف أنواعه وأساليب تحضيره بين الدول. في فلسطين، يُعدّ خبز الطابون من الأنواع التقليدية، ويُخبز في فرن طيني خاص يُعرف بـ"الطابون"، حيث يُستخدم الفحم والحجارة الساخنة في الخَبز.
في مصر، يُعرف "العيش البلدي" المصنوع من دقيق القمح الكامل، ويُعد من أساسيات النظام الغذائي اليومي.
أما في بلاد الشام، فينتشر الخبز العربي الرقيق المعروف بـ"الخبز المرقوق"، ويُحضَّر على صاج ساخن أو في التنور.
في دول المغرب العربي، تُعرف أنواع مثل "المسمن" و"الكسرة" و"الرغيف"، وهي خبز مسطح يُحضَّر يدويًا ويُخبز في أفران تقليدية.
تُعدّ هذه الأنواع من الخبز تراثًا غذائيًا وثقافيًا متجذرًا، يُعبّر عن التنوع الجغرافي والاجتماعي للمجتمعات العربية.

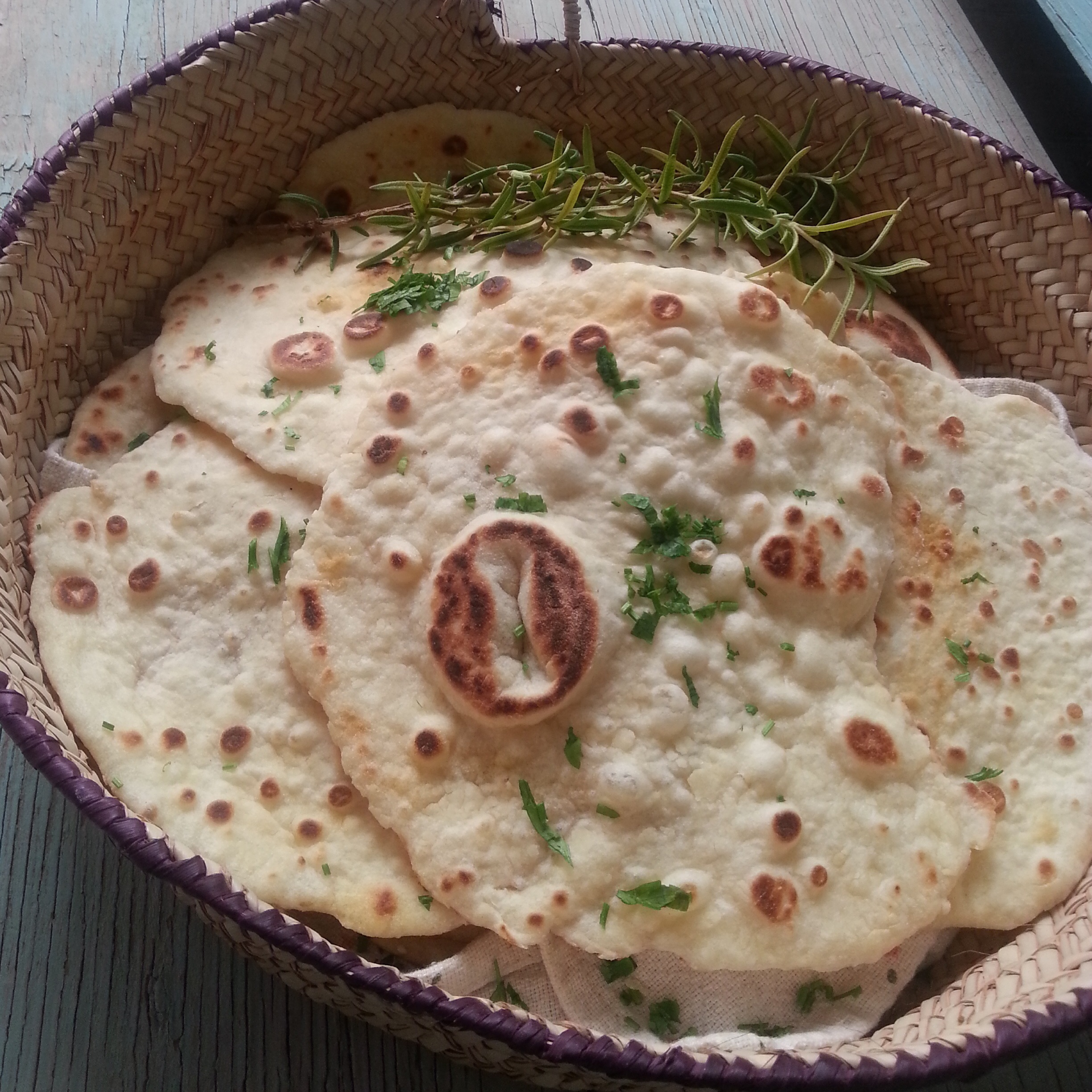
خبز النان